# Weiberklatsch
Weiberklatsch war ein Wohnplatz in der Stadt Erkrath im Kreis Mettmann.

## Lage und Beschreibung
Weiberklatsch lag an dem Verbindungsweg zwischen dem Ortsteil Kemperdiek im heutigen Erkrather Stadtteil Hochdahl und Rosenbaum im heutigen Erkrather Stadtteil Unterfeldhaus. Der Wohnplatz wurde in den 1930er Jahren für den Bau der Bundesautobahn 3 abgetragen und von der Fernstraße überbaut.

## Geschichte
Im 18. Jahrhundert gehörte der Ort zur Honschaft Bruchhausen des Kirchspiels Erkrath im bergischen Amt Mettmann, die im Gerichtsbezirk Gerresheim lag. Die Topographische Aufnahme der Rheinlande von 1824 verzeichnet den Ort als Weiberklatsch, die Preußische Uraufnahme von 1844 zeigt ihn unbeschriftet. Auf den Ausgaben 1892/94 bis 1913 des Messtischblatts Mettmann der amtlichen topografische Karte 1:25.000 ist der Ort durchgehend mit Weiberklatsch beschriftet. 
Im Gemeindelexikon für die Provinz Rheinland werden 1885 für Weiberklatsch ein Wohnhaus mit 14 Einwohnern angegeben. 1895 besitzt der Ort ein Wohnhaus mit fünf Einwohnern.